# Ryōichi Kurisawa
Ryōichi Kurisawa (japanisch 栗澤 僚一 Kurisawa Ryōichi; * 5. September 1982 in der Präfektur Chiba) ist ein ehemaliger japanischer Fußballspieler.

## Karriere
Kurisawa erlernte das Fußballspielen in der Schulmannschaft der Narashino High School und der Universitätsmannschaft der Ryūtsū-Keizai-Universität. Seinen ersten Vertrag unterschrieb er 2004 beim FC Tokyo. Der Verein spielte in der höchsten Liga des Landes, der J1 League. 2004 gewann er mit der Mannschaft den J.League Cup. Für den Klub absolvierte er 79 Erstligaspiele. 2008 wechselte er zum Ligakonkurrenten Kashiwa Reysol. Am Ende der Saison 2009 stieg der Verein in die J2 League ab. 2010 wurde er mit Kashiwa Meister der J2 League und stieg wieder in die J1 League auf. Mit dem Verein wurde er 2011 japanischer Meister. 2012 gewann er mit ihnen den Kaiserpokal, 2013 den J.League Cup. Für den Verein absolvierte er insgesamt 217 Erstligaspiele. Ende 2018 beendete er seine Karriere als Fußballspieler.

## Erfolge
FC Tokyo
- J.League Cup

Sieger: 2004
Kashiwa Reysol
- J1 League

Meister: 2011
- J.League Cup

Sieger: 2013
- Kaiserpokal

Sieger: 2012
Finalist: 2008